# Ralf J. Sommer
Ralf Josef Sommer (* 1963) ist ein deutscher Biologe, der sich auf die Forschungsgebiete der Entwicklungsgenetik und Evolutionsbiologie spezialisiert hat.

## Leben
Sommer studierte an der RWTH Aachen, der Eberhard Karls Universität Tübingen und der Ludwig-Maximilians-Universität München, an der er 1989 sein Diplom machte. 1992 promovierte er im Labor von Diethard Tautz zum Thema Evolution der Segmentierungsgene bei Insekten. Seine Arbeit war einer der ersten molekularen Studien im Bereich der evolutionären Entwicklungsbiologie, auch kurz „Evo-Devo“ genannt, einer Fachrichtung, die in den späten 1980ern und frühen 1990ern einen Aufschwung erfuhr. Von 1993 bis 1995 war er Wissenschaftlicher Mitarbeiter (Research Fellow) am California Institute of Technology in Pasadena, USA bei Paul W. Sternberg. Seit 1999 ist Sommer Direktor der Abteilung Evolutionsbiologie am Max-Planck-Institut für Entwicklungsbiologie in Tübingen und erhielt 2002 eine Honorarprofessur an der Eberhard-Karls-Universität Tübingen. Er ist Preisträger des FALCON-Preises der Deutschen Gesellschaft für Zellbiologie. 2015 wurde er in die European Molecular Biology Organization gewählt.

## Wissenschaft
Ralf Sommer forscht auf dem Gebiet der evolutionären Entwicklungsbiologie mit Nematoden. Er hat die Art Pristionchus pacificus als Modellsystem für integrative Studien in der Evolutionsbiologie etabliert.
P. pacificus, den Sommer und seine Kollegen 1996 als neue Art beschrieben hatten, entwickelte sich seither zu einem wichtigen Modellorganismus, mit dem man Laborstudien und Feldforschung kombinieren kann, um die Prozesse und Mechanismen der Evolution zu verstehen. Letzteres ermöglichen ökologische und populationsgenetische Untersuchungen, die den genetischen und entwicklungsbiologischen Forschungsansatz ergänzen und vertiefen.
Sommers ursprüngliche Forschungsarbeit bezog sich auf die Evolution bei Entwicklungsprozessen und zeigte, dass homologe Strukturen mit unterschiedlichen molekularen Mechanismen erzeugt werden können. Dieses Phänomen ist heute als „Developmental Systems Drift“ bekannt. Sommers neuere Publikationen beschreiben viele weitere Bereiche der evolutionären Biologie.
Der Fadenwurm P. pacificus lebt auf Blatthornkäfern – eine Beobachtung, die die ökologische Grundlage und einen Eckpfeiler von Sommers aktuellen Forschungen darstellt. In ähnlicher Weise wurden populationsgenetische Grundlagen für die Forschung mit P. pacificus geschaffen. So wurde die Insel La Réunion im Indischen Ozean ein wichtiger Stützpunkt für Sommers Forschungsprojekte, da P. pacificus auf La Réunion eine außergewöhnliche genetische Vielfalt aufweist. Eine Forschungsstation am Insektarium in Le Port unterstützt die Feldforschung seiner Arbeitsgruppe. Das integrative Forschungsprogramm zu P. pacificus stellt einen bedeutenden Paradigmenwechsel für die Studien zur phänotypischen Evolution dar, indem gleichzeitig an einem Organismus die gleichen Muster und Prozesse aus verschiedenen evolutionsbiologischen Perspektiven untersucht werden können. Die neuesten Studien beschäftigen sich mit der Evolution von Neuheiten und der phänotypischen Plastizität, welche als Verstärker bei der Entstehung der biologischen Diversität eine entscheidende Rolle spielt.